# ماستر غروسميث
وليام روبرت غروسميث، ويعرف أيضاً باسم «ماستر غروسميث» (1818-1899)، كان ممثلاً من القرن التاسع عشر، وهو الابن الأكبر لوليام غروسميث، الذي أسس مهنة ثانية كصانع للجراحة الترقيعية.

## المهنة
كان غروسميث يعرف بالطفل روسكيوس أو روسكيوس الصغير، وذلك لأنه بدأ مهنة التمثيل في سن مبكرة جداً. عام 1825، نُشر كتيبٌ عن هذا الممثل المعجزة بعنوان «حياة الطفل الشهير روسكيوس، ماستر غروسميث من ريدينغ، بيركس، سبع سنوات وربع فقط». كما نُشر عنه منشور آخر بعنوان «لم يبلغ التاسعة بعد» عام 1827.
بعد تقاعده من التمثيل، أسس لنفسه مهنةً ثانية وهي صناعة الأطراف الاصطناعية. كانت منتجات ويليام غروسميث تحظى باحترام كبير، فقد نَشر عام 1856 كتاباً حول الموضوع بعنوان «البتر والأطراف الاصطناعية»

## الإرث

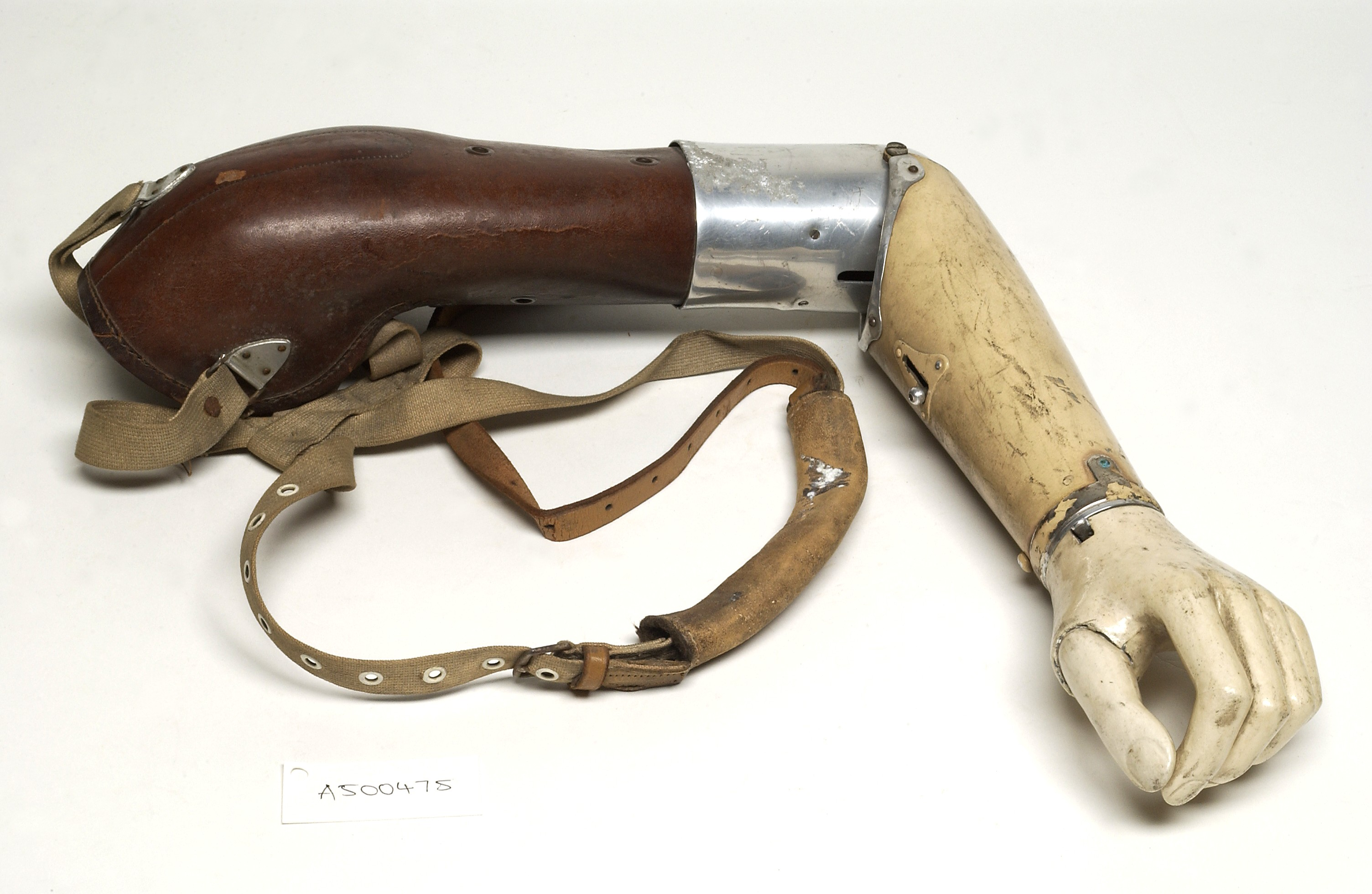
ذراع اصطناعية يسرى من صنع وليام غروسميث.

ثمة لوحة مرسومة لغروسميث رسمها جيه هانكوك في متحف فكتوريا وألبرت. كما توجد نشرة مطبوعة عن غروسميث كطفل في مجموعة المتحف البريطاني.
توجد مجموعة محفوظة من الأطراف الاصطناعية التي صنعها غروسميث في متحف العلوم.